# Los ricos no piden permiso
Los ricos no piden permiso (trad.: Os ricos não pedem permissão) é uma telenovela argentina produzida por Pol-ka Producciones e exibida pelo canal El Trece entre 11 de janeiro e 26 de dezembro de 2016.

## Elenco
- Luciano Castro como Rafael Medina
- Araceli González como Julia Monterrey
- Juan Darthés como Antonio Villalba
- Gonzalo Heredia como Agustín Villalba
- Agustina Cherri como Elena Rodríguez/Villalba
- Luciano Cáceres como Marcial Campos
- Julieta Cardinali como Victoria Levingston
- Sabrina Garciarena como Ana Villalba
- Raúl Taibo como Lisandro Villalba
- Leonor Benedetto como Bernarda Cerviño
- Leonor Manso como Esther Barrientes
- Alberto Ajaka como Hugo "Negro" Funes
- Eva de Dominici como Josefina Mansilla
- Nicolás Riera como Juan Domingo Juárez
- Uriel Tchorek como Alexis Villalba
- Malena Solda como Marisol Falcón
- Miriam Odorico como Luisa "Cuca" Domínguez
- Guillermo Arengo como Osvaldo Rolon
- Alberto Martín como Padre Evaristo Rossi
- Norma Aleandro como Angélica Cerviño viuda de Villalba †
- Rafael Ferro como Esteban
- Carlos Weber como Humberto †
- Muni Seligmann como Maria Eugenia
- Guadalupe Manent como Clara
- Juan Manuel Guilera como Iván

## Exibição
| País      | Canal    | Título local               | Estreia                 | Final                   | Horário semanal   | Hora   |
| --------- | -------- | -------------------------- | ----------------------- | ----------------------- | ----------------- | ------ |
| Argentina | El Trece | Los Ricos no Piden Permiso | 11 de janeiro de 2016   | 26 de dezembro de 2016  | Segunda a Quinta1 | 22:152 |
| Uruguai   | Teledoce | Los Ricos no Piden Permiso | 15 de fevereiro de 2016 | 10 de fevereiro de 2017 | Segunda a Quinta3 | 21:304 |
| Israel    | Viva     | עשירים לא מבקשים רשות      | 2 de agosto de 2016     | presente                | Domingo a Quinta  | 20:50  |

↑1  Transferida para Segunda a Sexta a partir do dia 2 de maio, e para Segunda a Quinta de volta a partir do dia 31 de outubro.
↑2  Transferida para as 22:45 a partir do dia 7 de março e para as 21:30 a partir do dia 11 de abril.
↑3  Transferida para Segunda a Sexta a partir do dia 9 de maio de 2016.
↑4  Transferida para as 19:00 a partir do dia 9 de maio de 2016, e para as 19:15 a partir do dia 22 de agosto.